# Star Wars: Battlefront II (2005)
Star Wars: Battlefront II (kurz meist SWBF II genannt) ist ein im Star-Wars-Universum angesiedeltes Videospiel. Es handelt sich um den Nachfolger des erfolgreichen Ego- und Third-Person-Shooters Star Wars: Battlefront. 2017 erschien eine Neuauflage des Spiels, siehe Star Wars: Battlefront II (2017). Das Spiel wurde wie der Vorgänger von Pandemic Studios entwickelt und Ende 2005 von LucasArts für Windows, PlayStation 2, Xbox und PlayStation Portable veröffentlicht. Die PSP-Portierung entwickelte das Studio Savage Entertainment.
Im Spiel übernimmt der Spieler die Rolle eines Soldaten im Auftrag einer der vier zentralen Fraktionen der Star-Wars-Filme und nimmt an militärischen Auseinandersetzungen teil. Anders als beim Vorgänger beinhaltet Battlefront II eine zusammenhängende Kampagne, bei der die Hintergrundgeschichte eine größere Rolle spielt. Daher variieren die Missionen dieser Kampagne in größerem Maß voneinander, als sie es in Battlefront taten. Die Kampagne behandelt den Aufstieg des Imperiums und den Galaktischen Bürgerkrieg, ist also zeitlich zwischen den Star-Wars-Filmen Episode 3 und Episode 5 angesiedelt. Weitere Neuerungen umfassen neue Waffen, spielbare Helden-Charaktere und ein Medaillen-System.
Die Entwicklung des Spiels begann kurz nach der Veröffentlichung von Battlefront. Eine frühe Version wurde auf der Spielemesse E3 im Jahr 2005 demonstriert. Technisch basiert der Titel stark auf dem Vorgänger. Der Mehrspieler-Modus erfuhr dabei eine Erweiterung, da er es ermöglicht, mit bis zu 64 Spielern an einer Partie teilzunehmen.
Battlefront II wurde insgesamt gemischt bis positiv von der Fachpresse aufgenommen. Tester lobten die Erweiterung der aus dem Vorgänger bekannten Inhalte. Im Gegenzug kritisierten sie zu schwache Computergegner und unspektakuläres Level-Design. Auch unter kommerziellen Gesichtspunkten war der Titel erfolgreich. Mit über sieben Millionen verkauften Einheiten zählt der Titel zu den verkaufsstärksten aller Star-Wars-Videospiele.
Seit dem 26. April 2018 ist es dank Abwärtskompatibilität auch auf Xbox One spielbar.
Am 14. März 2024 veröffentlichten Lucasfilm Games und Aspyr Media die Star Wars: Battlefront Classic Collection, eine Kombination der beiden Battlefront-Titel von Pandemic.  

## Handlung
Star Wars: Battlefront II spielt im Star-Wars-Universum und verbindet die Handlungen zwischen den einzelnen Star-Wars-Filmen. Der Handlungsstrang orientiert sich dabei weitgehend an der filmischen Vorlage, nimmt jedoch ein anderes Ende als diese. Die Kampagne, die aus 17 Missionen und einem Trainingseinsatz besteht, erzählt die Geschichte einer Einheit der 501. Legion, einer Elite-Legion der Republikanischen Klonarmee. Den Namen verdankt diese Legion der 501st Legion, einer großen Star-Wars-Fanorganisation. Die Einsätze werden auf abgesperrten Kampfgebieten ausgetragen, die auch in anderen Bereichen des Spiels Verwendung finden.
Die Kampagne beginnt mit einem Angriff der Republik auf einen Außenposten von gegen die Republik gewandten Separatisten auf Geonosis. Dort wird der Spieler mit den grundlegenden Spielmechaniken vertraut gemacht. Nach dem Abschluss des Einsatzes wird der Spieler in eine Ruinenstadt auf dem Planeten Mygeeto entsandt, wo er eine leistungsstarke Energiequelle der Konföderation sichert. Darauf folgt eine Raumschlacht über der Hauptstadt der Republik, Coruscant, in welcher der Spieler den Jedi den Weg zum feindlichen Flaggschiff durch die Zerstörung feindlicher Geschütze und Jäger ebnen muss.
Bei einem Einsatz der 501. auf Felucia wird diese damit beordert, die Jedi Aayla Secura beim Angriff auf eine Basis der Separatisten zu unterstützen. Auf dem Waldplaneten Kashyyyk wird sie damit beauftragt, den Planeten vor einer feindlichen Invasion zu bewahren. Dazu zerstört sie zunächst die feindliche Flotte im Orbit des Planeten und unterstützt die Einheimischen am Boden bei der Verteidigung des Planeten. Während des Gefechts haben Spione der Republik inzwischen den Aufenthaltsort der Führungsspitze der Separatisten gefunden. Die 501. wird nach Utapau geschickt, um diese an der Seite von Obi-Wan Kenobi auszuschalten. Während dieses Einsatzes, der erfolgreich verläuft, findet auf Coruscant ein Umsturz statt, bei dem die Jedi zu Staatsfeinden erklärt werden und die Republik zu einer Diktatur, dem Imperium, umgestaltet wird. Als Teil des neuen imperialen Heeres wird die 501. Legion nach Coruscant entsandt, um den Jedi-Tempel zu besetzen und den verbleibenden Widerstand auszuschalten.
Durch die Elimination der Opposition etabliert sich das Imperium als neue Regierung und organisiert das Militär um. Im Zuge dessen erhält die 501. Legion neue Ausrüstung. Den ersten Einsatz unter dem Banner des Imperiums stellt ein Angriff auf das Königshaus des Planeten Naboo dar, das sich gegen das Imperium positioniert hat. Dort eliminiert die 501. die Königin und deren Leibwächter. Anschließend wird die Legion, die inzwischen den Beinamen Vaders Faust erhalten hat, damit beauftragt, die letzten Anhänger der Separatisten und andere Unruhestifter zu eliminieren.
Inzwischen kommt es auf dem Todesstern, einer imperialen Kampfstation, zu einem Gefängnisausbruch, bei dem es einer Gruppe von Rebellen gelingt, Konstruktionspläne der Station zu entwenden. Die 501. wird geschickt, um diese auszuschalten, was ihr allerdings nur zum Teil gelingt. Der Großteil der Aufständischen fällt zwar im Gefecht, die Pläne können allerdings noch an ein entferntes Rebellenschiff übermittelt werden. Dieses Schiff mit Namen Tantive IV wird von den Imperialen bis zum Planeten Polis Massa verfolgt. Nach einem dortigen, nur teilweise erfolgreichen Einsatz gelingt es imperialen Aufklärern, das Schiff wieder aufzuspüren und festzusetzen. Die Truppen der 501. Legion nehmen an einem Entermanöver teil, bei dem die Schiffsbesatzung überwältigt und Prinzessin Leia, eine der Anführerinnen der Rebellen, verhaftet wird. Allerdings gelingt es ihnen wieder nicht, die Baupläne des Todessterns zu sichern.
Die Rebellen-Allianz analysiert diese Pläne schließlich und führt einen Angriff auf die Kampfstation im Orbit des Planeten Yavin IV, bei dem diese vernichtet wird. Die 501. Legion, die dem Tod auf der Kampfstation durch den Einsatz auf Polis Massa entging, wird für einen Vergeltungsschlag auf den Planeten Yavin IV, auf dem sich die Basis der Rebellen befindet, entsandt. Es gelingt ihr, einen Großteil der Rebellen auszuschalten. Allerdings gab es auf Seiten des Gegners einige Überlebende, die zur arktischen Welt Hoth fliehen konnten. Daher werden imperiale Truppen, darunter die 501. Legion, nach Hoth geschickt, um die Rebellion endgültig auszuschalten, was ihr schließlich gelingt.

## Spielprinzip

### Allgemein
Battlefront II baut auf dem Prinzip des Vorgängers auf. Es ist ein im Star-Wars-Universum angesiedelter Shooter, bei dem die Armeen der vier großen Fraktionen der Star-Wars-Filme gegeneinander antreten. Das Spielgeschehen findet auf verschiedenen Karten statt, die Orte aus dem Star-Wars-Universum repräsentieren. Für die einzelnen Karten stehen mehrere Spielmodi zur Verfügung. Eine Neuerung in der Battlefront-Reihe stellen die Karten dar, die im Weltall angesiedelt sind. Dort kämpfen die Spieler überwiegend mit Sternjägern gegeneinander. Sternjäger sind fiktive kleine Raumschiffe, die mit Kampfflugzeugen vergleichbar sind.
Zu Beginn eines Gefechts kann der Spieler aus einer der vier Einheitenklassen Frontsoldat, Panzerabwehr-Truppe, Scharfschütze und Techniker wählen. Zwei weitere werden freigeschaltet, sobald der Spieler im Kampf genug Punkte gesammelt hat. Punkte erwirbt der Spieler durch das Ausschalten feindlicher Soldaten und das durch das Einnehmen feindlicher Kommandoposten. Der Spieler kann jederzeit per Tastendruck zwischen der Ego- und der Third-Person-Perspektive umschalten. Lediglich reine Nahkämpfer, etwa Jedi, können ausschließlich in letzterer gespielt werden.
Fällt der Spieler im Verlauf einer Schlacht, so kann er direkt danach wieder im Spiel an einem Kontrollpunkt einsteigen. Kontrollpunkte sind auf der Karte verteilte Orte, an denen Truppen und Fahrzeuge eintreffen. Eine Neuerung gegenüber dem Vorgänger ist die Möglichkeit, an Kommandoposten, die von der eigenen Fraktion gehalten werden, die Einheitenklasse zu wechseln. In Battlefront war dies nur durch einen Neueinstieg des Spielers möglich, was zulasten der Verstärkung des eigenen Teams ging.

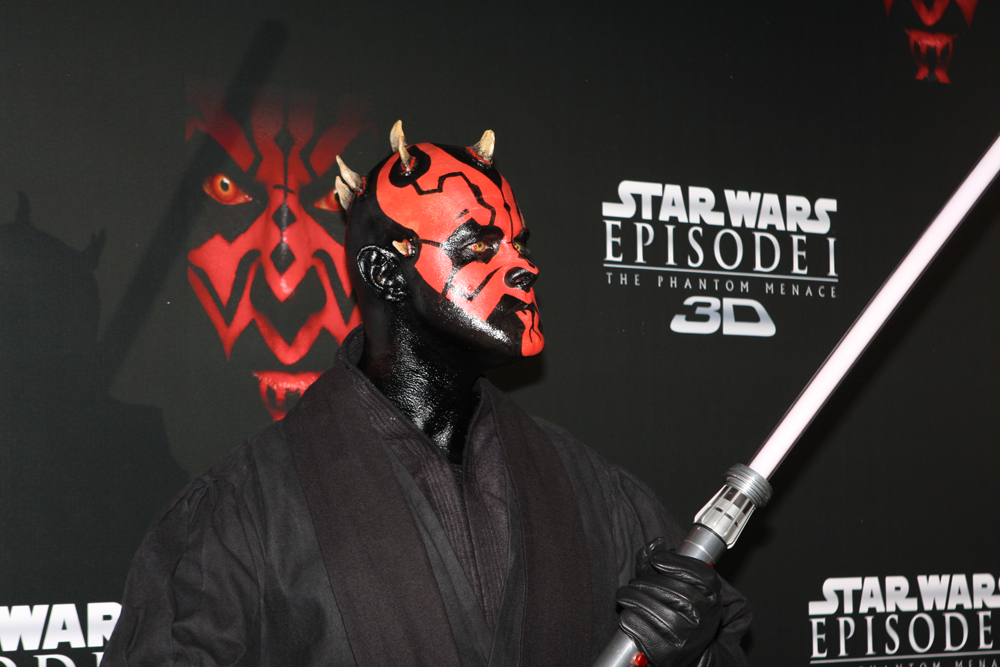
Der Krieger Darth Maul ist einer der spielbaren Helden in Battlefront II.

Weitere Neuerungen in Battlefront II, die das Spielgeschehen unmittelbar betreffen, sind die Fähigkeit der Figuren zu sprinten, neue Boni, die auf den Karten aufgesammelt werden können und die Option, selbst als ein Held zu spielen. Als Held, etwa Luke Skywalker, Darth Maul oder Boba Fett, besitzt der Spieler durchschlagskräftigere Waffen und besondere Begabungen, wie verbesserte Sprint- oder Sprungleistungen.

### Spielmodi
Das Spiel ist in drei zentrale Bereiche geteilt. Der Kern jedes Bereiches, das Bestreiten von Gefechten, folgt dabei stets der gleichen Struktur. Es sind vielmehr die Rahmenbedingungen, die variieren.
Die Kampagne erzählt die Handlung des Spiels. Sie besteht aus 17 aufeinanderfolgenden Missionen, bei denen der Spieler Raumgefechte allerdings überspringen kann. Im Verlauf einer Kampagnenmission erhält der Spieler eine Reihe von Einsatzzielen, die er erfüllen muss. Dazu zählen das Erobern bestimmter Gebiete, das Ausschalten bedeutender Personen oder das Sichern von Datenmaterial.
Im freien Spiel, welches als Soforteinsatz bezeichnet wird, kann der Spieler die Einsatzparameter selbst bestimmen. So kann er den Schlachtort, die Armeestärke und den Einsatztyp anpassen. Als Kampfgebiete stehen dabei die in der Kampagne verwendeten Karten zur Verfügung. Pro Einsatz wird nur ein Ziel herausgegeben, sodass dieser Modus weniger linear gestaltet ist als die Kampagne. Das freie Spiel kann sowohl einzeln gegen computergesteuerte Gegner aber auch über ein Netzwerk gegen menschliche Gegner gespielt werden.
Der vierte Teil wird als Galaxis-Eroberung bezeichnet. Die Galaxis-Eroberung kombiniert die taktischen Gefechte mit strategischen Elementen. Gespielt wird auf einer dreidimensionalen Karte, die zahlreiche Planeten abbildet. Der Spieler erhält das Kommando über eine Flotte, mit der er die feindlichen Planeten angreifen kann. Ein Angriff ist wie einer der Einsätze des freien Spiels gestaltet. Das Spiel läuft rundenbasiert ab, das heißt die beiden Spieler führend abwechselnd einen Zug aus. Für die einzelnen Einsätze können beide Parteien Boni erwerben. Diese umfassen erweiterte Munitionsvorräte oder zusätzlichen Truppennachschub. Das Geld für Boni erwirtschaften die Spieler durch erfolgreiche Eroberungen. Die Partie wird von dem Spieler gewonnen, der alle Stützpunkte des Gegners besetzt hält.

### Einsatztypen
Die Spielmodi von Battlefront II besitzen Parallelen zu anderen Shootern wie Battlefield. Bei den meisten Spielen besitzen die verschiedenen Teams annähernd gleichwertiges Material, sodass die Chancen stets ausgewogen sind. Speziell für die PSP-Version wurden zusätzliche Spielvarianten implementiert.
Bei der Eroberung (engl. conquest) geht es darum, dass zwei Teams in einem bestimmten Gebiet gegeneinander antreten und versuchen, alle strategischen Punkte einzunehmen. An diesen Punkten können Truppen derjenigen Seite eingeflogen werden, der der Punkt gehört. Eine zweite Möglichkeit zu siegen stellt das Aufreiben der gegnerischen Armee dar, denn beide Seiten verfügen nur über eine endliche Anzahl an Verstärkungstruppen. Sobald eine Seite aufgrund zu hoher Verluste im Kampf keine Reserven mehr besitzt, hat sie das Gefecht verloren.
Bei der Jagd treten ebenfalls zwei Teams gegeneinander an, doch eines von diesen ist keine der üblichen Armeen, sondern besteht aus einheimischen Spezies. Das Ziel in diesem Modus ist, die gegnerische Verstärkung aufzureiben.
Im Modus Sichere die Flagge (engl. capture the flag) werden zu Beginn einer Partie eine oder zwei Flaggen auf der Karte versteckt. Die teilnehmenden Armeen versuchen, diese Flagge zu finden und in ihre Basis zu bringen. Sobald dies einem gelungen ist, erhält das Team, das die Flagge sicherte, einen Punkt und die Flagge wird erneut versteckt. Es gewinnt das Team, das entweder nach einem bestimmten Zeitraum die meisten Flaggen gesichert hat oder eine im Vorfeld festgelegte Anzahl an Flaggen gesammelt hat.
Der Modus Angriff wird auf Schlachtfeldern im All ausgetragen. Beide Teams versuchen dort, Punkte durch das Abschießen von Gegnern, aber vor allem durch das Zerstören kritischer Systeme der Schlachtschiffe zu erzielen. Allerdings gibt es in jedem Schlachtschiff auch einen Bereich, in dem Kämpfe zwischen Infanteristen ausgetragen werden können. Dabei handelt es sich um den Hangarbereich, der durch Entermanöver angegriffen werden kann.

### Bewaffnung
In Battlefront II kann der Spieler aus einer großen Anzahl von Waffen wählen. Zur Verfügung stehen etwa Pistolen, Sturmgewehre, Scharfschützengewehre, Granaten und Raketenwerfer. Die Waffen wählt der Spieler indirekt bei der Auswahl seiner Truppe aus. Jede Truppe verfügt über ihre individuelle Bewaffnung, die sie auch nicht zum Beispiel durch das Aufsammeln von Waffen auf dem Schlachtfeld wechseln kann. Die meisten Truppen führen drei bis vier Waffen mit, eine primäre, eine sekundäre und zwei unterstützende. Primäre Waffen sind die stärkeren Waffen einer Einheit, die überwiegend zum Angriff verwendet werden. Ein Beispiel für eine solche ist das Scharfschützengewehr des Schützen. Die sekundäre Waffe einer Truppe dient eher zu Verteidigungszwecken und ist für den Kampf auf kurze Distanz ausgelegt. Ein Beispiel dafür ist die Pistole. Unterstützende Waffen führen die Soldaten nur in sehr begrenzter Menge mit sich. Sie können zum Aufbau von Defensivstellungen oder zu großflächiger Zerstörung dienen. Beispiele dafür sind Granaten und Minen.

### Fahrzeuge
In Battlefront II stehen den Spielern einige Fahrzeuge zur Verfügung. Zu diesen zählen Schlitten, Panzer und Sternjäger. Fahrzeuge werden an Verstärkungspunkten in regelmäßigen Abständen eingeflogen und können von beinahe jeder Einheit verwendet werden. Viele Vehikel bieten Platz für mehr als eine Einheit, da sie über zusätzliche Schützenpositionen verfügen. Im Unterschied zum Vorgänger verfügen alle Fahrzeug-Geschütze über unendliche Munitionsvorräte. Besonders große Gefährte, der AT-TE und der AT-AT, besitzen außerdem die Funktion eines mobilen Kommandopostens, sodass neu einsteigende Truppen direkt bei diesen Fahrzeugen abgesetzt werden können. Diese Fahrzeuge sind einer bestimmten Fraktion zugeordnet und können, anders als die übrigen, nicht von feindlichen Truppen übernommen werden.

### Auszeichnungen
Eine Neuerung in Battlefront II stellen die Medaillen dar, die besondere Leistungen des Spielers auszeichnen. Medaillen können im Lauf eines Gefechts gesammelt werden, indem der Spieler hohe Punktzahlen erreicht oder viele Abschüsse mit einer speziellen Waffe erzielt. Erringt der Spieler eine Medaille, die durch Abschüsse erzielt wird, wird dem Spieler zur Belohnung eine verbesserte Version der Waffe zur Verfügung gestellt. Die anderen Medaillen schalten verbesserte Rüstungen frei. Diese Boni stehen dem Spieler zur Verfügung, bis er von einem Gegner abgeschossen wird oder eine Partie endet. Hat der Spieler eine Medaille außergewöhnlich oft erhalten, erhält er den entsprechenden Bonus automatisch zu Beginn eines jeden Gefechts.
Neben den Medaillen kann der Spieler außerdem mit Beförderungen ausgezeichnet werden. Beförderungen erhält der Spieler, indem der Wert seines globalen Punktekontos bestimmte Schwellen erreicht. Der Dienstgrad des Spielers bestimmt darüber, wie viele Truppen er kommandieren darf.

### Kommando-Funktion
Battlefront II beinhaltet wie der Vorgänger eine Kommando-Funktion. Diese erlaubt es ihm, Befehle an die KI-Mitspieler zu erteilen. Insgesamt stehen vier Befehle zur Verfügung, wovon zwei für normale Kampfsituationen und zwei für die Steuerung von Fahrzeugen von Bedeutung sind. Im Kampf zu Fuß können die computergesteuerten Mitspieler angewiesen werden, den Spieler zu begleiten oder auszuschwärmen. Steuert der Spieler ein Fahrzeug, kann er die Teammitglieder anweisen, in das Fahrzeug zu steigen, sofern es mehrere Personen aufnehmen kann. Befindet sich bereits ein Kamerad im Fahrzeug, so kann er diesen auffordern, das Gefährt zu verlassen.

## Entwicklungsgeschichte

### Entwicklung

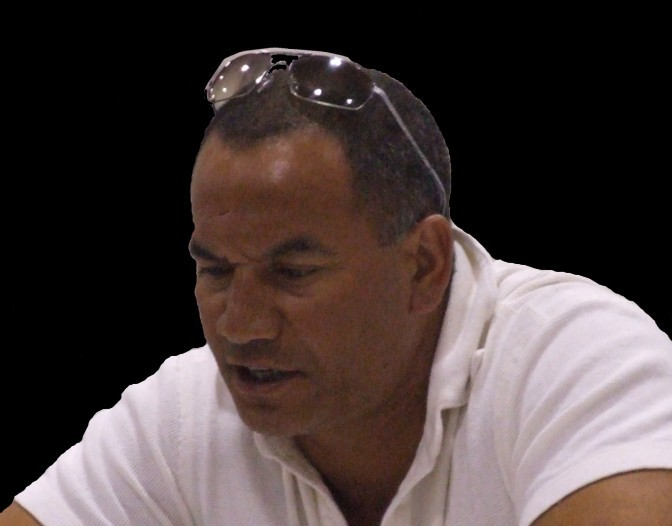
Temuera Morrison sprach die Rolle von Jango Fett.

Für die Entwicklung von Star Wars: Battlefront II zeichneten die Studios Pandemic und Savage Entertainment verantwortlich. Als leitende Designer fungierten Eric Gewirtz, der bereits an Battlefront mitwirkte, sowie Peter Dellekamp Siefert.
Das Spiel wurde erstmals am 21. April 2005 auf einer Star-Wars-Veranstaltung in Indianapolis vom Publisher LucasArts angekündigt. Als neue Elemente wurden neue Schauplätze und Raumkämpfe erwähnt. Als voraussichtliches Erscheinungsdatum wurde der Herbst desselben Jahres angekündigt. Das Spiel sollte möglichst zeitgleich mit der DVD-Veröffentlichung des Films Die Rache der Sith erscheinen. Die erste Vorstellung einer frühen Version des Spiels erfolgte auf der Spielemesse E3. Dort erfolgten weitere Einblicke in die neuen Spielelemente. So wurden etwa die spielbaren Helden bei der Präsentation in den Vordergrund gestellt. Auch der Mehrspieler-Modus wurde thematisiert. Dieser werde in allen Versionen von Battlefront II enthalten sein und in der Windows-Umsetzung das Spielen von bis zu 64 Spielern, 32 mehr als im Vorgänger, in einer Partie unterstützen. In einem späteren Interview mit einer Vertreterin von LucasArts, Shara Miller,beschrieb sie Battlefront II als eine Weiterentwicklung des ersten Teils, daher würden viele bekannte Spielelemente in verbesserter Form im neuen Spiel zu sehen sein.
In technischer Hinsicht wurde Battlefront II ähnlich wie der Vorgänger entwickelt. Es wurde die gleiche Engine, die Zero-Engine verwendet, die bislang in mehreren Titeln von Pandemic verwendet wurde. Als Programmiersprache wurde erneut zu großen Teilen die Skriptsprache Lua verwendet. In einem Rückblick sprachen die Entwickler davon, dass die Umsetzung des technisch anspruchsvollen Spiels für die PlayStation Portable mit besonderen Schwierigkeiten verbunden gewesen sei.

### Ton und Synchronisation
Für Battlefront II wurden einige Schauspieler und Sprecher angeworben, die auch an anderen Star-Wars-Projekten mitwirkten, etwa Temuera Morrison (spielte Jango Fett und die Klonsoldaten in allen Veröffentlichungen), Corey Burton (vertonte Count Dooku in der Serie The Clone Wars) oder Bob Bergen (sprach Luke Skywalker in der Videospielreihe Star Wars: Rogue Squadron). Die Spielmusik setzt sich aus Ausschnitten der originalen, in den Filmen verwendeten Musikstücke zusammen, die von John Williams komponiert wurden. Die Auswahl übernahm Jesse Harlin.
Die folgende Tabelle gibt einen Überblick über die Sprecher der Hauptfiguren und der wichtigsten Nebenfiguren.
| Charakter      | englischer Sprecher | deutscher Sprecher | Rolle                                                     |
| -------------- | ------------------- | ------------------ | --------------------------------------------------------- |
| Yoda           | Tom Kane            | Peter Weis         | erfahrener Jedi-Meister                                   |
| Luke Skywalker | Bob Bergen          | Christian Stark    | Schüler Obi-Wans und einziger Jedi der Rebellion          |
| Count Dooku    | Corey Burton        | Wolf Frass         | Anführer der Separatisten                                 |
| Darth Vader    | Scott Lawrence      | Holger Mahlich     | imperialer Sonderbevollmächtigter, einer der letzten Sith |
| Leia Organa    | Joyce Kurtz         | Christine Pappert  | Diplomatin und heimliche Unterstützerin der Allianz       |
| Jango Fett     | Temuera Morrison    |                    | Kopfgeldjäger und Vorlage für die Klonarmee der Republik  |
| Obi-Wan Kenobi | Stephen Stanton     |                    | erfahrener Jedi-Meister                                   |

### Veröffentlichung
Am 31. Oktober 2005 erschien Battlefront II in Europa. Einen Tag später wurde der Titel auch in Nordamerika veröffentlicht. Auf japanischen Märkten erschien der Titel am 26. Januar 2006. Der DVD-Veröffentlichung von Die Rache der Sith wurde ein Zugangscode für eine auf der Xbox spielbaren Demo-Version des Spiels hinzugefügt. Dies ist insofern eine Besonderheit, da LucasArts bislang nur selten kostenlose Spiel-Demos im Internet veröffentlichte.
Am 19. Dezember 2005 und am 31. Januar 2006 erschienen zwei kostenpflichtige Erweiterungspakete exklusiv für die Xbox-Version über Microsofts Netzwerk Xbox Live. Diese fügten neue, spielbare Helden und einige Karten aus dem Vorgänger ein. Mittlerweile sind diese Download-Angebote nicht mehr verfügbar, da die zuständigen Server am 15. April 2010 abgeschaltet wurden.
Am 15. Februar 2006 veröffentlichten die Entwickler einen Patch für die Windows-Version, mit dem von Spielern erstellte Mods unterstützt werden. Eine Woche später, am 21. Februar, erschienen offizielle Programme, die die Entwickler des Spiels für ihre Arbeit verwendeten, für Battlefront II unter dem Titel ZeroEditor. Dieser ermöglichte es technisch versierten Nutzern, eigene Karten, Modelle und Skripte zu erstellen und ins Spiel einzubinden. In den folgenden Monaten gaben verschiedene Entwickler-Gruppen zahlreiche Modifikationen mit teilweise sehr großem Umfang heraus.
Am 30. Mai 2014 schaltete GameSpy mehrere Server ab, darunter auch den, der für den Mehrspieler-Modus von Battlefront II zuständig war. Das Unternehmen Electronic Arts, welches inzwischen die Rechte an der Battlefront-Reihe erworben hatte, kündigte zum Ausgleich an, eigene Server bereitzustellen, die bis Ende Juni desselben Jahres laufen würden.
Am 14. März 2024 veröffentlichten Lucasfilm Games und Aspyr Media die Star Wars: Battlefront Classic Collection, eine Kombination der beiden Battlefront-Titel von Pandemic.

## Rezeption

### Rezensionen
Battlefront II wurde insgesamt positiv von der Fachpresse aufgenommen. Metacritic, eine Online-Datenbank für Testberichte berechnete dabei für die Versionen für die Xbox und die PlayStation 2 die höchsten Metawertungen mit 83 bzw. 84 %. Die Versionen für Windows und PSP schnitten schwächer ab, sie erhielten 78 und 69 Punkte.
Einer der am häufigsten kommentierten Punkte, sowohl auf positive als auch auf negative Weise, war die große Ähnlichkeit zum Vorgänger Battlefront. Ein Autor des Online-Magazins IGN, Ivan Sulic, kommentierte, dass das Fehlen großer Innovationen, nicht nur gegenüber dem Vorgänger, aber auch gegenüber anderen Titeln des Genres, für Battlefront II ein ernstes Problem darstellen könnte.

“Unlike Battlefront senior, part two doesn’t have the luxury of being new -- it’s not the game to finally deliver every Star Wars fan’s fantasy of large scale interactive battles. That already happened.”

„Anders als Battlefront Senior besitzt Teil II nicht den Luxus, neu zu sein – es ist nicht das Spiel, das endlich den Wunsch der Fans nach großen, interaktiven Gefechten erfüllt. Das ist bereits geschehen.“

Redakteure von IGN wohnten der Präsentation des Spiels auf der E3 bei. Sie bewerteten Battlefront II als einen der besten Mehrspieler-Titel, der sich in diesem Bereich lediglich SOCOM 3: U.S. Navy SEALs geschlagen geben müsse. In einem separaten Testbericht lobte der Autor Ivan Sulic zwar die Erweiterung des Spiels um Raumschiffe, Jedi und neue Spielmodi, allerdings kritisierte er, dass diese nicht optimal in das Spiel eingebaut seien. Außerdem leiden die übrigen Elemente, die aus dem Vorgänger übernommen worden waren, unter den gleichen Mängeln, wie sie es bereits in Battlefront getan hatten, etwa einer zu schwachen künstlichen Intelligenz. Dazu besitze der Mehrspieler-Modus, welcher als bestes Element des ersten Teils eingeschätzt wurde, inzwischen zu viele Fehler, zu denen Grafikbugs und Performanceeinbrüche zählen. Ansonsten wurden Grafik aber auch die Vertonung sehr gelobt. Die höchste Bewertung erhielt die PSP-Version. Der Autor lobte die Konzeptionierung des Spiels, die keine tiefgreifenden Abstriche gegenüber den anderen Versionen von Battlefront II vornahm. Kritik übte er an technischen Mängeln, insbesondere an Geschwindigkeitseinbrüchen beim Bildaufbau.
Bob Colayco von GameSpot lobte die Erweiterung des Vorgängers Battlefront um Elemente wie den Raumkampf und neue Truppentypen. Auch die Neuerung, dass Helden spielbar gemacht wurden, hob er positiv hervor. Bemängelt wurde, dass es kaum Unterschiede zu Battlefront gäbe, die beiden Titel sich also zu ähnlich seien. Des Weiteren sei das Spiel zu stark auf den Mehrspieler-Modus ausgerichtet, der Einzelspieler-Part komme daher zu kurz. In einem Vorab-Test der PSP-Umsetzung beurteilte die Redakteurin das Spiel von der Gestaltung her als den anderen Versionen ebenbürtig. Die Grafik sei deutlich schwächer, allerdings für ein Handheld-Spiel vertretbar.
Jim Rossignol von Eurogamer testete die Windows-Version des Titels und vergab mit sechs von zehn Punkten eine der schlechteren Bewertungen. Er lobte den großen Umfang des Spiels, kritisierte aber die schwache optische Erscheinung, die das Spiel mache. So wirken die Level meist leblos und erzeugten keine wirkliche Star-Wars-Atmosphäre. Dadurch mangele es dem Spiel an herausragenden Eigenschaften, sodass es sich nicht wirklich von der Konkurrenz absetzen könne.
Die Redaktion von GamePro verfasste kurze Testberichte zu mehreren Versionen von Battlefront II. Im Vordergrund standen dabei stets die Mehrspieler-Fähigkeiten. Die nahezu identischen Umsetzungen für Xbox und Windows wurden dabei als abwechslungsreich gestaltete Shooter beschrieben, die allerdings mit Verbindungsproblemen und ähnlichen Schwierigkeiten zu kämpfen haben. Die mobile Version des Spiels schnitt deutlich schwächer ab, da die Steuerung zu umständlich und der Mehrspieler-Modus nur sehr beschränkt verfügbar sei.
Das Magazin 1Up.com testete Battlefront II auf allen Plattformen, am besten schnitten dabei die Umsetzungen für Windows und die PlayStation 2 ab. Die Tester schätzen sie als überzeugende Star-Wars-Spiele ein, auch wenn die Neuerungen gegenüber dem Vorgänger nur gering seien. Die Xbox-Version wurde zwar als nicht schlecht eingestuft, sie leide allerdings unter der starken Konkurrenz, zu der SOCOM und Halo zählen. Bei der PSP-Portierung kritisierte der Autor den schwachen Mehrspieler-Part, der an starken technischen Mängeln kranke.

### Auszeichnungen
Neben der Nominierung von IGN als besten Mehrspieler-Titel wurde Battlefront II für den Satellite Award des Jahres 2005 vorgeschlagen. Darüber hinaus gewann es den von der Academy of Science Fiction, Fantasy & Horror Films jährlich vergebenen Saturn Award in der Kategorie des besten Science-Fiction-Videospiels.

### Verkaufszahlen
Gemäß Angaben der NPD Group belegte Battlefront II den sechsten Platz der kommerziell erfolgreichsten Titel des Jahres 2005 und erzielte allein in der PS2-Version Einnahmen von 47 Mio. US-Dollar. Im November 2005 konnten von den Xbox- und PS2-Ausführungen 467.000 beziehungsweise 447.000 Einheiten in den USA verkauft werden. Insgesamt wurden weltweit schätzungsweise über sieben Millionen Einheiten abgesetzt, wobei die PS2-Version und die Xbox-Version mit Abstand am erfolgreichsten waren. Damit übertraf der Titel die Absatzzahlen des Vorgängers deutlich und bekräftigte die Rolle Battlefronts als umsatzstärkste Star-Wars-Spielereihe. Bislang konnte nur das 2008 erschienene The Force Unleashed einen ähnlichen Verkaufserfolg vorweisen.
Noch im August 2006, knapp ein Jahr nach der Veröffentlichung, hielt Battlefront II den neunten Platz in den britischen Verkaufscharts. Auch in den Jahren 2007 und 2008 wurde das Spiel noch als einer der am meisten über das Xbox-Live-Netzwerk gespielten Titel geführt.

## Nachfolger
Battlefront II war vorerst der letzte Titel der Battlefront-Reihe, der für Windows entwickelt wurde. Die nachfolgenden Titel Renegade Squadron, Mobile Squadrons und Elite Squadron wurden ausschließlich für mobile Konsolen wie den Nintendo DS oder die PlayStation Portable konzipiert.
Allerdings gab das Magazin Computer and Video Games im Jahr 2006 an, dass das Studio Free Radical Design an einem Battlefront III arbeite. In den nächsten Monaten gelangten weitere Informationen an die Öffentlichkeit, die die Entwicklung bestätigten. Im Oktober 2008 beantragte LucasArts eine PEGI-Einstufung. Dennoch gab Free Radical Design im selben Monat bekannt, dass LucasArts das Projekt nach zweijähriger Entwicklungszeit aufgrund von Uneinigkeiten zwischen LucasArts und dem Entwickler eingestellt hat.

## Neuauflage
Nach dem Erwerb einer Star-Wars-Lizenz kündigte der US-amerikanische Spiele-Publisher Electronic Arts an, dass das schwedische Studio DICE, das für die Entwicklung der Battlefield-Serie verantwortlich zeichnete, einen neuen Star Wars: Battlefront-Titel für mehrere Plattformen entwickeln werde. Dieses Spiel ist im November 2015 erschienen.
Ende des Jahres 2016 wurde bekanntgegeben, dass eine Neuauflage unter dem identischen Titel Star Wars Battlefront II erscheinen soll. Im Gegensatz zum Vorgänger wird eine komplette Einzelspieler-Kampagne enthalten sein. Entwickler sind neben Digital Illusions CE Criterion Games und Motive. Dieses Spiel erschien am 17. November 2017.